# 南あわじ市・洲本市組合立広田中学校
南あわじ市・洲本市組合立広田中学校（みなみあわじしすもとしくみあいりつひろたちゅうがっこう）は、兵庫県南あわじ市広田中筋にある組合立中学校。

## 概要
南あわじ市・洲本市との一部事務組合である南あわじ市・洲本市小中学校組合によって設立されている公立中学校である。

## 沿革

### 経緯
当校は、1947年に広田村立広田中学校として設立された。1960年、三原郡緑町洲本市組合立広田中学校と改められ、2005年、現行名に改称された。

### 年表
- 1947年 - 学制改革により広田村立広田中学校設立
- 1957年 - 広田村が緑村と洲本市に分割されたのに伴い、三原郡緑村洲本市組合立広田中学校に改組
- 1960年 - 緑村の町制施行に伴い三原郡緑町洲本市組合立広田中学校と改称
- 2005年1月11日 - 緑町の町村合併に伴い南あわじ市・洲本市組合立広田中学校と改称

## 学校教育目標
心性・知性を磨き、体力・気力を養って生きる力を育てる

## 部活動

### 運動部
- 野球部 「廃部予定」
- バスケットボール部 女バス 男バス
- 水泳部  「入ってくる人数次第で廃部予定」

### 文化部
- 吹奏楽部
- 文芸部

## 学校行事
| - 4月 始業式・入学式 - 5月 - 6月 2年トライヤル活動・3年 修学旅行 | - 7月 終業式 - 8月 - 9月 始業式 | - 10月 文化祭 - 11月 - 12月 終業式 ひろたんぴっく | - 1月 始業式 - 2月 - 3月 終業式・卒業式 |

## 交通アクセス
- 市コミュニティバスらん・らんバス 北循環線(ゆめるん号）広田中学校前
- 淡路交通縦貫線 広田バス停 徒歩6分

## 通学区域
- 南あわじ市
  - 中条中筋、中条広田、中条徳原、広田広田、広田中筋、山添
- 洲本市
  - 納、鮎屋[2]

## 進学前小学校
- 南あわじ市・洲本市小中学校組合立広田小学校

## 通学区域が隣接している学校
- 南あわじ市立三原中学校
- 洲本市立由良中学校
- 洲本市立青雲中学校